# Ivan Chtcheglov
Ivan Chtcheglov (* 16. Januar 1933 in Paris; † 21. April 1998) war ein französischer Künstler, Aktivist und Dichter.
Ivan Chtcheglov war der Sohn eines ukrainischen Emigranten und einer Französin. Er veröffentlichte 1953 im Alter von 19 Jahren unter dem Pseudonym Gilles Ivain die Formel für einen neuen Urbanismus. Dieser Text lieferte für die Künstlerbewegungen des Lettrismus und der Situationistische Internationale, deren Mitglied er war, Inspirationen für die Entwicklung ihrer Theorie, der Psychogeographie.
Nachdem er einmal mit einem Künstler-Kollegen den Eiffelturm sprengen, andere Quellen sagen: dekonstruieren, wollte, angeblich weil er ihm die Aussicht versperrte, ließ ihn seine Frau in eine psychiatrische Klinik einweisen, in der er mit Elektroschock-Therapie behandelt wurde und fünf Jahre verbrachte.
Inspiriert von seinem Text wurde 1982 der berühmte frühe Techno-Club in Manchester „Haçienda“ genannt.

## Werk
Chtcheglovs Pläne für einen neuen Urbanismus von 1953 entwarfen ein pessimistisches Bild der Stadt der Gegenwart: Die Stadt sei langweilig, jedermann gelangweilt, der Humor verschwinde, die Poesie der Stadt ebenso. Einstige Geheimnisse, Mythen und Erzählungen würden durch sozioökonomische Vorgaben ersetzt, das Stadtleben erstarre in formalen Strukturen.
Chtcheglov plädierte für eine Architektur, die poetische Situationen hervorbringt, er imaginierte eine experimentelle, variable Stadt, Straßenviertel des Glücks, Straßen der Tragödie, geschichtliche Viertel, einen Stadtteil der Toten, unheimliche Gassen, die Stadt als großen Abenteuerspielplatz. Viertel mit positiver und negativer Ausstrahlung sollten sich abwechseln, alle Sinne der Stadtbewohner würden so aktiviert werden, und dabei würden sie lernen, wie sie leben wollen, denken, fühlen, gestalten. Die Stadt würde zum Zentrum für Entdeckungen und Abenteuer, das Leben wäre angenehm, sexy, interessant und aufregend.

### Zitate
- Man muss die Ausbreitung des Misstrauens gegen diese luftigen und kolorierten Kindergärten, die im Westen wie im Osten neue Schlafstätten bilden, unterstützen. Nur wer wach ist, stellt die Frage nach einer bewussten Konstruktion des städtischen Milieus…Wir werden leidenschaftliche Häuser bauen… Ein jeder wird in seiner eigenen Kathedrale wohnen. Es wird Räume geben, die lebhaftere Träume erwachen lassen als jegliche Drogen. Es werden Häuser entstehen, in denen es unmöglich sein wird, sich nicht zu verlieben. Andere werden Reisende unüberwindlich anlocken…

- Die ökonomischen Hindernisse sind nur scheinbar welche. Wir wissen, je mehr ein Ort dem freien Spiel überlassen wird, desto mehr beeinflusst er das Verhalten der Menschen, und um so größer ist seine Anziehungskraft. Sichtbar wird dies am immensen Prestige von Orten wie Monaco und Las Vegas - und Reno, der Karikatur der freien Liebe - obwohl sie nicht mehr als Orte des Glücksspiels sind. Unsere erste experimentelle Stadt könnte größtenteils von kontrolliertem und toleriertem Tourismus leben. Zukünftige Avantgarde-Aktivitäten und Produktionen würden sich dort natürlich konzentrieren. In ein paar Jahren würde sie zur intellektuellen Hauptstadt der Welt werden, universell anerkannt.